# 파푸아 제어

파푸아 제어의 분포(붉은색). 연갈색은 오스트로네시아어족, 회색은 오스트레일리아 원주민 언어.

파푸아 제어(Papuan languages)는 뉴기니섬 및 주변 도서 지역에서 사용되는, 오스트로네시아어족도 오스트레일리아 원주민 언어도 아닌 언어들을 통칭하는 이름이다. 이 언어들 사이에는 뚜렷한 계통관계가 존재하지 않으며 지리적인 이유로 편의상 붙여진 이름이다.

## 개요
파푸아 제어는 동쪽으로는 비스마르크 제도, 부건빌섬, 솔로몬 제도, 서쪽으로는 인도네시아의 할마헤라섬, 티모르섬, 알로르 제도에 이르는 영역에 분포하며, 대부분은 인도네시아와 파푸아뉴기니로 양분된 뉴기니섬에서 쓰인다. 동티모르의 일부 언어들을 제외하면 파푸아 제어 가운데 공용어의 지위를 가진 것은 없다.
뉴기니섬은 세계에서 가장 언어학적으로 복잡한 지역 중 하나이다. 오스트로네시아어족에 속하는 언어들 외에도 크게는 60개의 독립된 어족들로 나누어지는 800여개의 언어가 사용되며, 고립된 언어의 수 또한 많다. 파푸아 제어에 대한 연구는 오스트로네시아어족만큼 많이 진전되지는 않았으나 조지프 그린버그, 스티븐 부름, 맬컴 로스 등에 의한 계통도가 제시된 바 있다. 파푸아 제어의 가장 큰 비중을 차지하는 어족은 트랜스뉴기니어족으로 뉴기니섬의 고지대의 언어 대부분을 차지하나, 트랜스뉴기니어족이 성립하는가 자체도 논쟁의 대상이다. 현재 파푸아 제어의 1/4 정도만이 충분히 기록된 상태이며, 이 언어들에 대한 언어학적 이해는 시간이 지나면서 달라질 것이다.
플로레스섬 및 사부섬의 언어들은 일반적으로 오스트로네시아어족으로 분류되지만 기본 어휘의 많은 수가 오스트로네시아어족과 관계 없는 것으로 드러났다. 이 언어들이 원래 오스트로네시아어족이 아니었으나 주변의 언어들로부터 차용어를 받아들인 것이 아닌가 하는 가설이 제시되었으나 이 언어들과 티모르섬, 할마헤라섬의 파푸아 제어와의 관계는 확인된 바 없다.
안다만 제도의 언어들이 서파푸아어족과 연관되어 있다는 학설이 제시된 바 있으나 안다만 제도의 언어들은 일반적으로 "파푸아 제어"에 포함시키지 않는다.

## 계통 분류

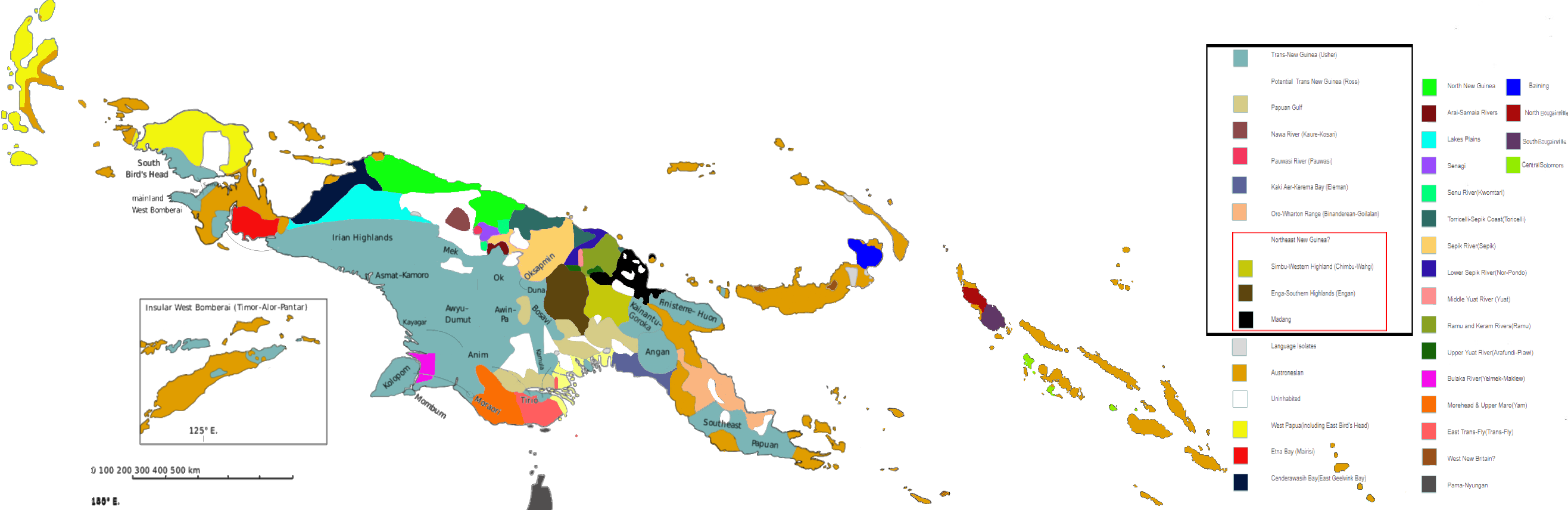
Usher에 의한 뉴기니 섬과 부속 도서의 어족 분류

### 그린버그
조지프 그린버그는 안다만어족, 파푸아 제어, 태즈메이니아어족을 포함하는 "인도-태평양어족" 가설을 세웠으며, 오스트레일리아 원주민 언어는 여기에 포함시키지 않았다. 오늘날 이 가설을 받아들이는 언어학자는 매우 소수이다.

### 부름 (1975)
파푸아 제어에 대한 가장 널리 쓰이는 분류 체계는 스티븐 부름(Stephen A. Wurm)이 제시한 것이다. 에스놀로그에서는 이 분류를 이용한다. 이 분류작업은 유형학적 작업을 통한 기초자료만을 갖고 이루어졌으며, 부름 본인도 모든 언어를 면밀히 조사한 뒤에는 다른 계통도가 그려질 수 있음을 인정하였다. 윌리엄 폴리를 비롯한 언어학자들은 부름의 어족 구분들이 지역적, 구조적 유사성에만 기반해 있다고 지적하며 가장 낮은 단계의 계통 분류만을 인정하였다. 폴리는 파푸아 제어를 60여개의 어족 및 다수의 고립된 언어들로 분석한다.
부름의 분류의 문제는 언어간 접촉에 따른 변화들을 고려하지 않았다는 것이다. 그의 트랜스뉴기니어족의 많은 어파들은 같은 어족의 다른 언어들과 어휘를 공유하지 않음에도 불구하고 문법적으로 유사하다는 이유로 함께 분류되었다. 그러나 일부 오스트로네시아어족의 언어들은 트랜스뉴기니어족과의 접촉에 따라 이와 유사한 문법체계를 갖고 있기도 하다. 또한 트랜스뉴기니어족의 언어들과 유사한 어휘를 가진 여러 언어들이 문법적인 구조에서의 유사성이 없다는 이유로 어족에서 제외되기도 하였다.
부름의 파푸아 제어 분류 (괄호 안은 소속된 언어의 개수)
- 동도베라이어족(3)
- 동파푸아어족(36)
- 겔빙크만어족(12)
- 바요노아우보노어족[2] (2)
- 서파푸아어족(26)
- 세픽라무어족(104)
- 스코어족(7)
- 메이좌안어족(7)
- 암토무사어족(2)
- 맘베라모하류어족[3] (2)
- 퀌타리바이바이어족(6)
- 토리첼리어족(48)
- 트랜스뉴기니어족(598)
- 고립된 언어: 부르메소어, 부사어, 아비노믄어[2], 얄러어, 유리어, 포로메어

### 폴리 (2003)
윌리엄 폴리는 당시까지의 문헌을 요약하면서, 트랜스뉴기니어족의 범위 및 구성원 후보를 재검토했고, 나머지 분류군 중에서는 다음과 같은 가설들을 채택했다.
폴리의 파푸아 제어 분류
- 동도베라이어족
- 마린드어족
- 부건빌어족(서로 가깝지 않은 두 개의 어파로 구성: 북부건빌어족 + 남부건빌어족)
- 서도베라이어족
- 세픽중류어족
- 세픽하류라무어족(세픽하류어족 + 라무하류어족)
- 스코어족
- 토리첼리어족
- 호수평원어족 및 츤드라와시만어족

### 로스 (2005)
맬컴 로스는 부름의 분류를 각 언어들의 어휘분석을 통해 재검토했으나, 파푸아 제어의 많은 언어들이 기록되지 않은 상태이기 때문에 이러한 분석은 주로 대명사를 통해 행해졌다. 로스는 부름의 분류체계 대부분을 검증하였으나, 유형학적 구분에 따라 내려진 부름의 분류 일부, 특히 트랜스뉴기니어족을 크게 수정하였다.
로스는 23개의 어족과 9개의 고립된 언어에 따른 분류를 제안하였다. 그러나 그의 연구 방법 및 언어들의 기록 문제 때문에 모든 언어들을 분류하지는 못하였다. 로스는 또한 맘베라모하류어족이 파푸아 제어가 아니라 파푸아 제어에 영향을 받은 오스트로네시아어족임을 확인하였다. 부름의 동파푸아어족의 일부인 리프제도산타크루즈어족은 24번째 어족의 가능성이 있으나 그 대명사 체계는 오스트로네시아어족에 가깝다.
로스의 파푸아 어족 분류 (괄호 안은 언어의 개수 추산치)
- 트랜스뉴기니어족(466~493)
- ?확장서파푸아어족(잠정적)
  - 서파푸아어족(27)
  - 동도베라이-센타니어족(9)
  - 야와어(1~2)
- 마이라시어족(4)
- 동츤드라와시어족(10)
- 호수평원어족(19, 맘베라모 강 상류)
- 토르퀘르바어족(17)
- 님보라어족(5)
- 스코어족(8)
- 국경어족(15)
- 메이좌안퀌타리어족(13, 논란 있음)
  - 메이좌안어족(7)
  - 파스어족(2)
  -  ?퀌타리어족(3)
- 세나기어족(2, 세픽어족과 관련?)
- 토리첼리어족(40~50, 세픽어족과 관련?)
- 세픽어족(51)
- 라무세픽하류어족(40)
- 유아트어족(5)
- 피아위어족(2, 라무어족의 일부?)
- 남중파푸아어족(22)
- 동트랜스플라이어족(4, 오스트레일리아에 하나)
- ?옐레웨스트뉴브리튼어족(잠정적)
  - 옐레어(고립된 언어)
  - 아넴어(고립된 언어)
  - 아타어(고립된 언어)
- 바이닝어족(8)
- 남부건빌어족(4)
- 북부건빌어족(9)
- 중앙부건빌어족(4)

고립된 언어
서뉴기니:
- 아비노믄어
- 아시라와어

산다운주:
- 카르카르어
- 부사어
- 얄러어

세픽강:
- 타이아프어

비스마르크 제도:
- 술카어(뉴브리튼섬)
- 콜어(뉴브리튼섬
- 쿠오트어(뉴아일랜드섬)

기타
고립된 언어로 여겨졌던 것들:
- 부르메소어: 동도베라이센타니어족
- 포로메어: 트랜스뉴기니어족 키와이어파
- 모르와프어: 국경어족(기초 어휘의 유사성 기반)

오스트로네시아어족으로 재분류된 것들:
- 맘베라모하류어족(Donohue는 이 언어들이 재어휘화된 파푸아 제어라고 주장, 요케어는 오스트로네시아어족이 아닐 수 있음)
- 카주쿠루어(2007년)
- 리프제도산타크루즈어족(2007년)

자료 부족으로 미분류된 것들:
- 암토무사어족(2)
- 케나티어(고립된 언어)
- 콤얀드레트어(고립된 언어)
- 마람바어 (기록 없음)
- 마세프어(고립된 언어)
- 몰로프어(고립된 언어)
- 모무나어족: 모미나어, 모무나어
- 사마로케나어(퀘르바어족이 유력)
- 사포니어(호수평원어족과 기초어휘는 공유하나 대명사가 다름)
- 타우세어(로스는 임시로 동도베라이센타니어족에 배속시켰으나 단정짓지는 않음)
- 토팜나어(고립된 언어)
- 우스쿠어(고립된 언어)

다루지 않은 것들:
- 바요노아우보노어족(트랜스뉴기니어족)
- 퓨어(고립된 언어, 퀌타리바이바이어족으로 분류된 적 있음)
- 코사레어
- 카포리어
- 푸라리어
- 파푸아 주 타리타투 강 상류와 파푸아뉴기니 국경 사이에 위에서 언급한 몰로프어, 우스쿠어, 토팜나어를 비롯해 남라어, 무르킴어, 레프키어, 케모라어 등 일군의 언어가 존재하나, 계통 관계는 불명이다. 최근 발견된 남라어는 자료가 더 수집되는 대로 토팜나어와의 친연 관계를 찾게 될 수 있다. 무르킴어와 레프키어는 서로 유사하지만 계통 관계는 없을 수 있다.
- 탐보라어(미분류, 티모르알로르판타르어족과 관련지을 수 있는 어휘 항목이 존재)
- 도소어
- 킴키어

### 어셔 (2018)
티모시 어셔(Timothy Usher)는 각 파푸아 어족의 기초 구성 단위를 재구해, 후보가 되는 언어 중 어느 것들이 실제로 그 어족에 속하는지를 검증했다. 많은 경우 어셔는 지리적 위치를 반영해 새로운 분류군명을 만들었다.

## 같이 보기
- 트랜스뉴기니어족